# Tetrafluoroboritan nitrosonia
Tetrafluoroboritan nitrosonia je anorganická sloučenina se vzorcem NOBF4. Používá se v organické syntéze jako nitrosylační činidlo.
Jedná se o sůl nitrosoniového kationtu a tetrafluoroboritanového aniontu.

## Reakce
Nejčastěji využívanou vlastností NOBF4 je skutečnost, že je jedná o oxidační činidlo, které je díky přítomnosti nitrosoniové skupiny elektrofilní. Vytváří barevné komplexy s hexamethylbenzenem a s 18-crown-6. S druhou uvedenou látkou vzniká žlutý produkt, který usnadňuje rozpouštění NOBF4 v dichlormethanu.
Tetrafluoroboritan nitrosonia lze použít na přípravu solí druhu [MII(CH3CN)x][BF4]2 (M = Cr, Mn, Fe, Co, Ni, Cu). Nitrosoniový kation funguje jako oxidační činidlo, přičemž se redukuje na oxid dusnatý:
M + 2NOBF4 + xCH3CN → [M(CH3CN)x](BF4)2 + 2NO
Reakcí s ferrocenem vzniká tetrafluoroboritan ferrocenia.